# Zdzisław Najmrodzki
Zdzisław Najmrodzki, znany jako Saszłyk (ur. 20 sierpnia 1954 w Czermnie, zm. 31 sierpnia 1995 koło Pepłówka) – polski przestępca, nazywany „królem złodziei” i „mistrzem ucieczek”. Jeden z najsłynniejszych polskich przestępców okresu PRL. W aresztach i zakładach karnych spędził jedenaście lat. 29 razy wymykał się pościgom, uciekał z konwojów lub zakładów penitencjarnych. Uciekał między innymi z: pociągu (wykorzystał pijaństwo konwojujących go milicjantów), okratowanego pomieszczenia sądu w Gliwicach (jego kompani przepiłowali kraty), warszawskiego pałacu Mostowskich (wyszedł w odzieży milicjanta).

## Życiorys
Syn Sabiny i Władysława Najmrodzkich, miał trzech braci, pochodził z Czermna. Uzyskał wykształcenie zasadnicze zawodowe w zawodzie mechanika samochodowego. W wieku 19 lat został powołany do odbycia dwuletniej zasadniczej służby wojskowej, podczas której wyróżniał się sprawnością fizyczną. Otrzymał propozycję wstąpienia do wojsk specjalnych, jednak nie chciał zostać zawodowym żołnierzem. Marzył bowiem o karierze kierowcy rajdowego. Jesienią 1975 r. rozpoczął pracę w warsztacie samochodowym w Gliwicach. W 1977 r. ożenił się i zamieszkał z żoną w tym mieście.
Pierwszy raz na karę pozbawienia wolności (bez zawieszenia jej wykonania) został skazany w wieku 22 lat, za pobicie (jak się miało okazać – milicjanta) w barze pod Żyrardowem. Wyrok 1,5 roku więzienia odbywał w Gliwicach, gdzie w więziennym warsztacie pracował w wyuczonym zawodzie mechanika samochodowego. Pierwszy raz uciekł, gdy po kilku tygodniach odsiadki przewożono go z innym więźniem pociągiem do Warszawy na proces jednego z aresztantów. Po paru godzinach podróży w wesołym towarzystwie Najmrodzkiego dwaj konwojenci zdjęli więźniom kajdanki, a po wypiciu kilku piw – kupionych za pieniądze Najmrodzkiego w kolejowym „Warsie” – zasnęli. Najmrodzki wyskoczył przez okno wolno jadącego pociągu: „Zobaczyłem bociana za oknem i poczułem zew wolności. Wyskoczyłem bez użycia rąk. Taki skok byłby oceniony na każdej olimpiadzie jako złoty”. Wrócił do Gliwic, gdzie jakiś czas ukrywał się u znajomych, a żonę zmusił do milczenia. Później popełniał inne przestępstwa.
Skontaktował się ze znajomym oficerem wojska – a prywatnie przemytnikiem – z czasów, gdy służył w armii. Otrzymał od niego pracę, która polegała na osłanianiu konwojów ze szmuglowaną do Polski odzieżą (głównie dżinsami). Najmrodzki za kierownicą Fiata 131 Mirafiori brawurowo odwracał uwagę milicji, by furgonetka z nielegalnym towarem mogła bezproblemowo dojechać do celu. Po pewnym czasie postanowił pracować na własny rachunek i zorganizował swoją grupę przestępczą. Wyspecjalizował się w okradaniu (ponad 70 razy) na terenie całego kraju sklepów sieci Pewex, oferujących luksusowe i deficytowe w PRL produkty. Sklepy nie posiadały wówczas instalacji alarmowej przeciwwłamaniowej. Najmrodzki opracował metodę kradzieży na tzw. plakat. Włamywacze najpierw wycinali otwór w szybie wystawowej sklepu, a po wejściu do środka, stojący na zewnątrz na czatach członek gangu zaklejał dziurę plakatem zdjętym z ulicznego słupa ogłoszeniowego i w ten sposób nikt nie zauważał włamania. Atrakcyjne towary z Peweksów trafiały na bazary, gdzie były natychmiast sprzedawane, a Najmrodzki stał się cenionym dostawcą. Sprawa rabunków sklepów peweksowskich stała się głośna w całym kraju.
Najmrodzki wynajmował pokoje hotelowe na Śląsku i Opolszczyźnie. Wieczory spędzał na suto zakrapianych imprezach w najlepszych restauracjach. Zawsze ubrany w drogi garnitur, ze złotym łańcuszkiem na szyi i złotym zegarkiem na ręce. Wtedy właśnie zyskał ksywę „Saszłyk”, ze względu na zamiłowanie do potrawy szaszłyk oraz wadę wymowy, która powodowała, że zabawnie wymawiał to słowo.
Został zatrzymany w 1980 r., a jego kompani najęli adwokata, który doprowadził do tego, że Najmrodzki został umieszczony znowu w areszcie w Gliwicach. Z aresztu przemycił gryps z planem budynku sądu i pomieszczenia, w którym aresztanci czekali na początek rozprawy. Kompani Najmrodzkiego przepiłowali tam kratę, a 23 lipca 1980 Najmrodzki wyłamał pręty i zjechał po sznurze na wolność, do kompana czekającego na motocyklu. Milicjantom nie udało się go upilnować, mimo że zachowywali wobec Najmrodzkiego wszelkie środki ostrożności. Gdy był przewożony, samochód go transportujący podjeżdżał z drzwiami ustawionymi do drzwi budynku, a skuty kajdankami Najmrodzki był wpychany pod eskortą do budynku.

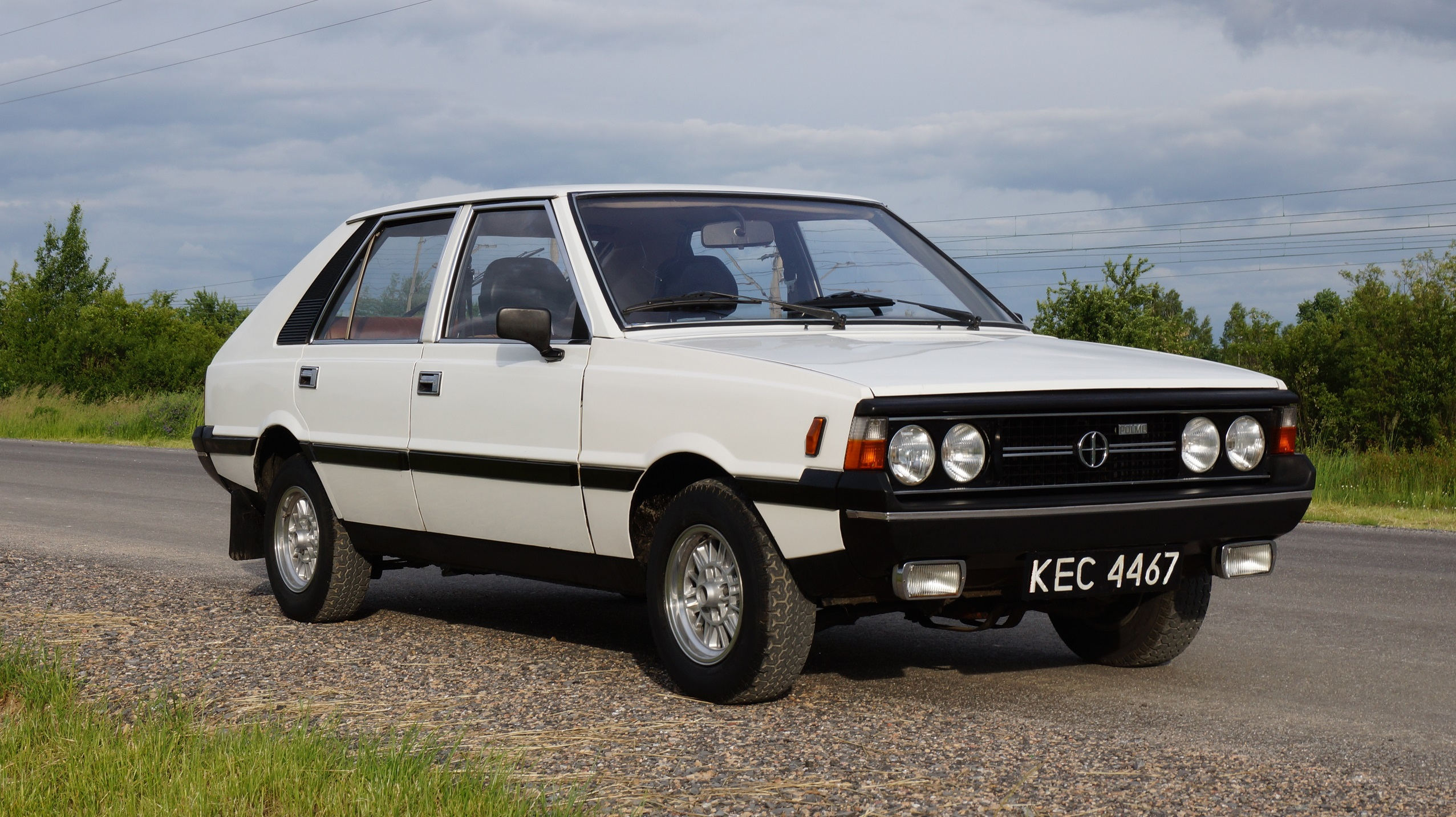
FSO Polonez

Na początku lat 80. zorganizował grupę złodziei samochodów, którzy w ciągu trzech lat ukradli ponad 100 Polonezów, specjalizując się wyłącznie w tym modelu. Członkowie gangu dokonywali włamań do urzędów, skąd kradli blankiety różnych dokumentów i pieczątki, dzięki czemu dorabiali dokumenty do skradzionych samochodów, które trafiały do sprzedaży na giełdach samochodowych. Milicjanci robili wszystko, żeby rozbić gang. Utworzono specjalną grupę operacyjną MO o kryptonimie „Polonez”. Najmrodzki wymykał się kilkakrotnie z pułapek. Funkcjonariuszom udało się w końcu zatrzymać go 3 marca 1983, po pościgu na podwarszawskich drogach. Trafił do warszawskiego aresztu śledczego na Mokotowie, przy ul. Rakowieckiej. 5 lutego 1985 został przetransportowany do stołecznej komendy MO, mieszczącej się w pałacu Mostowskich. Na przesłuchanie był prowadzony przez tylko jednego milicjanta, którego ogłuszył rękoma skutymi w kajdankach. Z kieszeni milicjanta wyjął kluczyk do kajdanek oraz jego legitymację służbową, którą pokazał przy wyjściu z budynku oficerowi dyżurnemu i znów był wolny. Po raz kolejny skompromitował milicję, która poszukiwała go gorliwiej niż działaczy nielegalnej wówczas podziemnej „Solidarności”. W telewizji i gazetach były zamieszczane komunikaty o jego poszukiwaniach, określanego jako „niebezpieczny bandyta”.
Najmrodzki rozwiódł się z żoną i związał się z 24-latką, której kupił w 1983 r. m.in. willę w Wesołej koło Warszawy. Jego wyczyny wielu Polaków odbierało z sympatią, ponieważ traktowali go jako człowieka, który zabiera mienie „państwowe”, czyli niczyje.
Ponownie złapany ponad rok później, w kwietniu 1986 r., trafił do aresztu w warszawskiej Białołęce. 19 października 1987, wyrokiem Sądu Wojewódzkiego w Warszawie, został skazany za wcześniejsze przestępstwa na 15 lat pozbawienia wolności. Karę zaczął odbywać w Gliwicach. Nieustannie myślał o ucieczce i kontaktował się w tej sprawie z matką. Po ponad trzech latach więzienia, 3 września 1989 – w trakcie spaceru – spektakularnie uciekł z gliwickiego aresztu, dosłownie zapadając się pod ziemię tamtejszego spacerniaka do podkopu wykonywanego przez jego kompana i matkę, a następnie odjechał podstawionym motocyklem. Matka na bieżąco kontaktowała się z nim w areszcie, przekazując mu informacje o postępie prac. Najmrodzki pozostawił w celi list do naczelnika aresztu, w którym podziękował mu za gościnę. Motyw tej ucieczki został wykorzystany w dwóch polskich filmach: sensacyjnym V.I.P. z 1991 r. (reż. Juliusz Machulski) oraz fabularyzowanej biografii sensacyjnej Najmro. Kocha, kradnie, szanuje w reżyserii Mateusza Rakowicza z 2021 r. Była to ostatnia ucieczka Najmrodzkiego.
Został ostatecznie złapany jeszcze w 1989 r. 19 listopada 1989 w Krakowie prowadzony przez pijanego Najmrodzkiego (miał we krwi 2,1 promila alkoholu) Fiat 132p uderzył w słup latarni ulicznej. Ranny Najmrodzki uciekł z rozbitego samochodu, skradzionego kilka dni wcześniej we Wrocławiu, ale został zatrzymany po bójce z milicjantami. Miał dowód osobisty wystawiony na fałszywe nazwisko, jednak został prawidłowo zidentyfikowany po wykonaniu badań daktyloskopijnych i znowu znalazł się w areszcie. Sąd Rejonowy dla Krakowa Krowodrzy 3 grudnia 1990 skazał go za ucieczkę i włamania na 7,5 roku pozbawienia wolności. Jako niebezpieczny recydywista został skierowany do odbywania kary w więzieniu w Strzelcach Opolskich. W międzyczasie (w kwietniu 1990 r.) Milicja Obywatelska została przekształcona w Policję.
Łącznie został skazany na 20 lat pozbawienia wolności za kradzieże i na 7 lat za ucieczki. W trakcie odsiadywania ostatniej kary wydał w 1990 r. w Oficynie Wydawniczej Galicja tom wierszy i aforyzmów „Oblicza prawdy”, który znalazł 7 tysięcy nabywców, a jego recenzja ukazała się w Słowie Powszechnym. Najmrodzki nie otrzymał jednak żadnych pieniędzy z tytułu honorarium.
15 listopada 1994 prezydent RP Lech Wałęsa ułaskawił Najmrodzkiego jako osobę zresocjalizowaną. Lech Falandysz, ówczesny doradca prezydenta, stwierdził: „Kiedy przedterminowo wypuszczono na wolność Grzegorza Piotrowskiego, zabójcę księdza Popiełuszki, to zwykłym odruchem sprawiedliwości prezydenta stało się ułaskawienie Najmrodzkiego”. Najmrodzki zarzekał się wtedy, że nie wróci już na drogę przestępczą, a poświęci się biznesowi, względnie rolnictwu. Zginął niecały rok później, 31 sierpnia 1995, w wypadku drogowym koło Mławy. Prowadzone brawurowo przez Najmrodzkiego BMW wpadło w poślizg i uderzyło w jadący z przeciwka samochód ciężarowy LIAZ. Jak się okazało samochód, którym jechał Najmrodzki, był kradziony, tablice rejestracyjne były fałszywe, a on sam miał przy sobie dowód osobisty na inne nazwisko. Podróżujący wraz z Najmrodzkim 12-letni Marcin S. i 14-letni Tomasz S., synowie przyjaciela, także zginęli na miejscu. Identyfikacja Najmrodzkiego była utrudniona, ponieważ w ostatnim czasie zmienił nazwisko na panieńskie matki. Tożsamość ofiary potwierdził jednak ojciec zmarłych chłopców. Trzej pozostali bracia Zdzisława Najmrodzkiego również już nie żyją.

## Twórczość
- Oblicza prawdy, 1990, Oficyna Wydawnicza Galicja[14]

## Postać
Bohater fabularyzowanego filmu dokumentalnego Arsen Lupin po polsku, fabularyzowanej biografii książkowej Poszukiwany Zdzisław Najmrodzki (Wrocław, 1991), napisanej przez Józefa Łozińskiego. Poświęcono mu program telewizyjny z cyklu Wielkie napady PRL-u, emitowany przez TVP3 oraz TVP Historia.
W 2018 r. Teatr Miejski w Gliwicach wystawił o Najmrodzkim spektakl muzyczny pt. Najmrodzki, czyli dawno temu w Gliwicach.
Na jesień 2020 r. planowana była premiera filmu fabularnego pt. Najmro. Kocha, kradnie, szanuje w reżyserii Mateusza Rakowicza, inspirowanego historią życia Najmrodzkiego, wyprodukowanego przez: TV & Film Production, Telewizję Polsat oraz Mazowiecki i Warszawski Fundusz Filmowy. Z uwagi na pandemię COVID-19 jego premiera została przesunięta na 17 września 2021.